# Asociación de Reguladores Nucleares de Europa Occidental
La Asociación de Reguladores Nucleares de Europa Occidental (en inglés: Western European Nuclear Regulators Association, WENRA), creada el 4 de febrero de 1999, es una asociación de agencias reguladoras de la energía nuclear en los países de Europa Occidental y Europa Central. En general, pertenecen a ella los países miembros de la Unión Europea (además de Reino Unido, Suiza y Ucrania), más países asociados y países observadores.

## Objetivos
El objetivo principal de WENRA es desarrollar un enfoque europeo de la seguridad nuclear, persiguiendo una capacidad independiente para examinar la seguridad nuclear en los países miembros. También, ser una red de reguladores principales de seguridad nuclear en Europa, así como ser un centro de intercambio de experiencias y discusión de los temas más importantes de seguridad para los reguladores.

## Miembros
Los países miembros de pleno derecho son:
- Bélgica – Federal Agency for Nuclear Control (FANC) (http://www.fanc.fgov.be); BEL V (http://www.belv.be)
- Bulgaria – Nuclear Regulatory Agency (NRA, https://bnra.bg/en/ )
- Finlandia – Radiation and Nuclear Safety Authority (STUK, https://stuk.fi/en/ )
- Francia – Autoridad de seguridad nuclear ( ASN, http://www.asn.fr )
- Alemania – Federal Ministry for the Environment, Nature Conservation and Nuclear Safety (BMU, http://www.bmu.de/en/ )
- Hungría – Hungarian Atomic Energy Authority (HAEA, http://www.haea.gov.hu )
- Italia – Istituto Superiore per la Protezione e la Ricerca Ambientale (ISPRA, https://www.isprambiente.gov.it )
- Lituania – State Nuclear Power Safety Inspectorate (VATESI, http://www.vatesi.lt)
- Países Bajos – Inspectorate of Housing, Spatial Planning and the Environment (VROM, http://www.vrom.nl )
- Rumania – National Commission for Nuclear Activities Control (CNCAN, http://www.cncan.ro)
- Eslovaquia – (Nuclear Regulatory Authority of the Slovak Republic (ÚJD, http://www.ujd.gov.sk)
- Eslovenia – SNSA (Ministry of Environment, Spatial Planning and Energy) (http://www.gov.si/ursjv)
- España – Consejo de Seguridad Nuclear ( CSN, http://www.csn.es )
- Suecia – Swedish Radiation Safety Authority (SSM, http://www.stralsakerhetsmyndigheten.se)
- Suiza – Swiss Federal Nuclear Safety Inspectorate (ENSI, http://www.ensi.ch)
- Reino Unido – Office for Nuclear Regulation (ONR, http://www.onr.org.uk)
- República Checa – State Office for Nuclear Safety (SÚJB, http://www.sujb.cz)
- Ucrania – State Nuclear Regulatory Inspectorate of Ukraine (SNRIU, https://snriu.gov.ua/en)

##### Países asociados
- Rusia – Federal Environmental, Industrial and Nuclear Supervision Service ( Rostechnadzor, https://www.en.gosnadzor.gov.ru )
- Canadá – Canadian Nuclear Safety Commission ( CNSC, http://nuclearsafety.gc.ca/eng/ )
- Japón – Japan Nuclear Regulation Authority ( NRA Japan, https://www.nra.go.jp/english/ )

##### Países observadores
- Austria – Federal Minister for Climate Action, Environment, Energy, Mobility, Innovation and Technology (BMK, https://www.bmk.gv.at/en.html )
- Armenia – Armenian Nuclear Regulatory Authority (ANRA, https://anra.am/en/ )
- Bielorrusia – Gosatomnadzor
- Chipre – Ministry of Labour and Social Insurance ( https://www.mlsi.gov.cy/mlsi/dli/dliup.nsf/pagem1_en/pagem1_en?OpenDocument )
- Irlanda –  Environmental Protection Agency ( EPA, https://www.epa.ie )
- Luxemburgo  – Ministry of Health of Luxembourg ( http://www.radioprotection.lu; https://infocrise.public.lu )
- Noruega  – Norwegian Radiation and Nuclear Safety Authority ( NSA, https://dsa.no/en/ )
- Polonia – Państwowa Agencja Atomistyki (PAA, http://www.paa.gov.pl )
- Estados Unidos – United States Nuclear Regulatory Commission (NRC, https://www.nrc.gov )
- Serbia – Serbian Radiation and Nuclear Safety and Security Directorate ( https://www.srbatom.gov.rs/srbatomm/ )

#### Publicaciones de la WENRA
Las publicaciones de la Wenra pueden encontrarse en el sitio oficial del organismo.